# 拉巴斯蒂德迪韦尔
拉巴斯蒂德迪韦尔（法語：Labastide-du-Vert）是法国洛特省的一个市镇，属于卡奥尔区（Cahors）卡蒂县（Catus）。该市镇总面积10.44平方公里，2009年时的人口为230人。

## 人口
拉巴斯蒂德迪韦尔人口变化图示